# Mopah Airport
Mopah Airport (javanesiska: Bandhar udhara Mopah, indonesiska: Bandar Udara Mopah) är en flygplats i Indonesien.   Den ligger i provinsen Papua, i den östra delen av landet, 3 700 km öster om huvudstaden Jakarta. Mopah Airport ligger 3 meter över havet.
Terrängen runt Mopah Airport är mycket platt. Havet är nära Mopah Airport åt sydväst. Runt Mopah Airport är det glesbefolkat, med 13 invånare per kvadratkilometer. Omgivningarna runt Mopah Airport är en mosaik av jordbruksmark och naturlig växtlighet.